# 阿纳托尔·法朗士堤岸

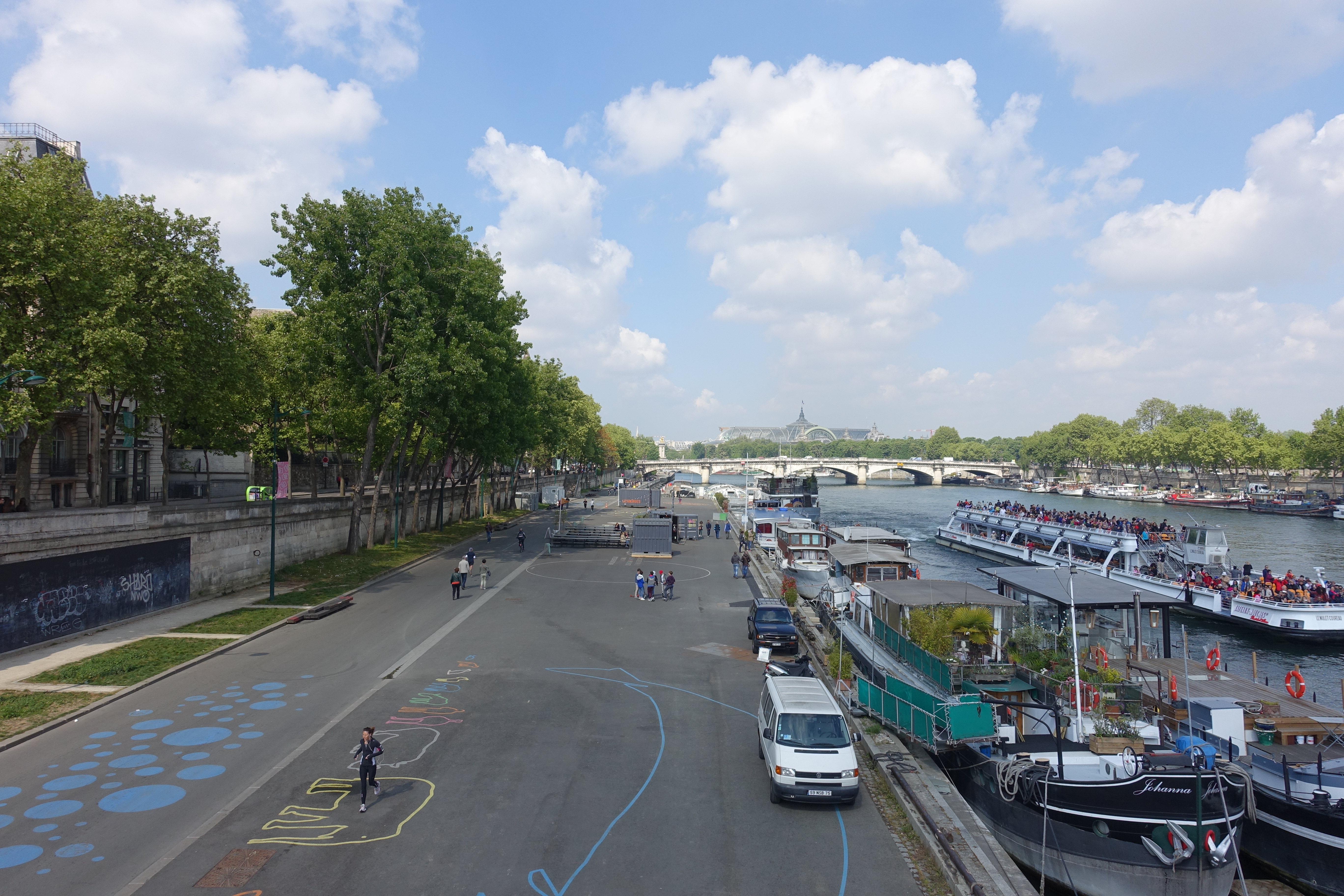
阿納托爾·法朗士堤岸（2017年4月）

阿纳托尔·法朗士堤岸（Quai Anatole-France）是巴黎第七区的一条街道，位于塞纳河左岸，长585米，宽19.9米。东起巴克路（Rue du Bac）、皇家桥接伏尔泰堤岸（Quai Voltaire）,西至圣日耳曼大道（Boulevard Saint-Germain）与波旁宫接奥赛堤岸（Quai d'Orsay）。

## 名称
阿纳托尔·法朗士堤岸得名于法国作家阿纳托尔·法朗士 (1844 – 1924)。

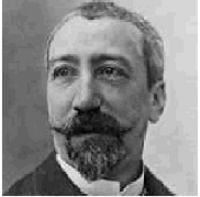
阿纳托尔·法朗士

## 历史
阿纳托尔·法朗士堤岸原为奥赛堤岸的一部分，从皇家桥一直到协和桥。1947年改为现名。